# Lázaro Rivas Scull
Lázaro Rivas Scull (La Habana, Cuba, 4 de abril de 1975-San Nicolás de Bari, 22 de diciembre de 2013) fue un deportista cubano especialista en lucha grecorromana donde llegó a ser subcampeón olímpico en Sídney 2000.

## Carrera deportiva
En los Juegos Olímpicos de 2000 celebrados en Sídney ganó la medalla de plata en lucha grecorromana de pesos de hasta 54 kg, tras el luchador surcoreano Sim Kwon-ho (oro) y por delante del norcoreano Kang Yong-gyun (bronce).